# Petra Schwille
Petra Schwille (Sindelfingen, 25 de enero de 1968) es una profesora e investigadora alemana en el área de la biofísica. Desde 2011 es directora del Departamento de Biofísica Celular y Molecular del Instituto Max Planck de Bioquímica en Martinsried, Alemania. Realizó un trabajo pionero en el campo de la espectroscopia de correlación cruzada de fluorescencia, y numerosas contribuciones sobre membranas modelo. Su investigación se centra en enfoques ascendentes para construir un  célula artificial dentro de un área más amplia de la biología sintética. En 2010, Schwille recibió el premio Gottfried Wilhelm Leibniz.

## Educación
Schwille se licenció en física por la Universidad de Gotinga en 1993. Se doctoró en Física en el  Instituto Max Planck de Química Biofísica en Göttingen, Alemania, y se licenció en la  Universidad Técnica de Brunswick en 1996, con una tesis sobre espectroscopia de correlación cruzada de fluorescencia.

## Carrera
Schwille trabajó como investigadora postdoctoral en la Universidad Cornell en 1997 y regresó al Instituto Max Planck de Química Biofísica en Gotinga para ocupar un puesto de jefa de grupo de investigación en 1999. En 2002 pasó a ser catedrática de biofísica en la Universidad Politécnica de Dresde. En 2012, Schwille se convirtió en directora del departamento de investigación "Biofísica celular y molecular" en el Instituto Max Planck de Bioquímica en Martinsried, Alemania, así como en profesora honoraria de física en Universidad de Múnich. También es coordinadora jefe de MaxSynBio, una red de investigación de la Sociedad Max Planck para biología sintética.
Schwille desarrolló el método de "espectroscopia de correlación cruzada de dos fotones" con el que se pueden explorar los procesos celulares fundamentales.
Schwille es miembro del Patronato científico del Premio Heinrich Wieland desde 2011.

## Premios y distinciones

### Premios
- 2001: Premio de conferenciante del Fondo Alemán de la Industria Química [3]
- 2003: Premio al Joven Investigador en Biotecnología de la Fundación Peter und Traudl Engelhorn [3]
- 2004: Premio de investigación Philip Morris [13]
- 2010: Premio Gottfried Wilhelm Leibniz de la Fundación Alemana de Investigación (DFG) [8]
- 2011: Premio de Investigación de Braunschweig [11] [14]
- 2013: Premio Sufragio Científico, MRC-CSC, Londres.[3]
- 2018: Orden Maximiliano de Baviera de las Ciencias y las Artes [3]
- 2021: Medalla Otto Warburg [15]

### Membresías y becas
- 2005: Becario Max-Planck del MPI para Biología Celular Molecular y Genética [3]
- 2010: Miembro de la Academia Nacional Alemana de Ciencias Leopoldina [16]
- 2011: Miembro de la Academia Alemana de Ciencias e Ingeniería (acatech) [17][18]
- 2013: Miembro de la Academia de Ciencias y Humanidades de Berlín-Brandeburgo [19]
- 2013: Miembro de EMBO [3] [20]
- 2015: Miembro honorario de la Royal Microscopical Society [21]
- 2017: Miembro de la Sociedad de Biofísica [22]
- 2018: Miembro de la Academia Europaea [23]